# Discografia di Ultimo
La discografia di Ultimo, cantautore italiano, è costituita da sei album in studio, uno dal vivo, un EP, trentuno singoli e trentotto video musicali (inclusi quelli come artista ospite), pubblicati dal 2017.
Ha conseguito 84 dischi di platino e 21 dischi d'oro, corrispondenti a 6 925 000 copie certificate FIMI. La certificazione più alta per gli album in studio è stata la certificazione FIMI di sestuplo disco di platino per le oltre 300 000 copie vendute ottenuta da Peter Pan e Colpa delle favole, mentre per i singoli la certificazione più alta ricevuta è stata la certificazione FIMI di quintuplo disco di platino per le oltre 500 000 copie vendute ottenuta da Piccola stella.
Nel corso della sua carriera, ha raggiunto la prima posizione in classifica sia con gli album che con i singoli; in particolare, ha raggiunto la prima posizione nella classifica album nel 2019 sia con Peter Pan (quindi un anno dopo la sua pubblicazione) sia con Colpa delle favole (posizione mantenuta per cinque settimane consecutive), nel 2021 con Solo, nel 2023 con Alba (posizione mantenuta per tre settimane consecutive), nel 2024 con Altrove e nel 2025 con Ultimo Live Stadi 2024 (posizione mantenuta per due settimane non consecutive), e nella classifica singoli nel 2019 con Tutto questo sei tu e nel 2024 con L'ultima poesia insieme a Geolier (posizione mantenuta per tre settimane non consecutive). Inoltre, Colpa delle favole è risultato anche essere l'album più venduto del 2019.

## Album

### Album in studio
| Anno                                                         | Titolo | Classifiche | Classifiche | Certificazioni     | Unità           |
| Anno                                                         | Titolo | ITA         | SWI         | Certificazioni     | Unità           |
| ------------------------------------------------------------ | --- | ----------- | ----------- | ------------------ | --------------- |
| 2017                                                         | Pianeti - Pubblicato: 6 ottobre 2017 - Etichetta: Honiro - Formati: CD, LP, download digitale, streaming           | 5           | —           | - ITA: Platino (4) | - ITA: 200 000+ |
| 2018                                                         | Peter Pan - Pubblicato: 9 febbraio 2018 - Etichetta: Honiro - Formati: CD, download digitale, streaming            | 1           | —           | - ITA: Platino (6) | - ITA: 300 000+ |
| 2019                                                         | Colpa delle favole - Pubblicato: 5 aprile 2019 - Etichetta: Honiro - Formati: CD, LP, download digitale, streaming | 1           | 21          | - ITA: Platino (6) | - ITA: 300 000+ |
| 2021                                                         | Solo - Pubblicato: 22 ottobre 2021 - Etichetta: Ultimo Records - Formati: CD, LP, download digitale, streaming     | 1           | 12          | - ITA: Platino (4) | - ITA: 200 000+ |
| 2023                                                         | Alba - Pubblicato: 17 febbraio 2023 - Etichetta: Ultimo Records - Formati: CD, LP, download digitale, streaming    | 1           | 5           | - ITA: Platino (2) | - ITA: 100 000+ |
| 2024                                                         | Altrove - Pubblicato: 17 maggio 2024 - Etichetta: Ultimo Records - Formati: CD, LP, download digitale, streaming   | 1           | 8           | - ITA: Platino     | - ITA: 50 000+  |
| "—" indica una pubblicazione non classificata in quel paese. | |             |             |                    |                 |

### Album dal vivo
| Anno | Titolo | Classifiche | Certificazioni | Unità          |
| Anno | Titolo | ITA         | Certificazioni | Unità          |
| ---- | --- | ----------- | -------------- | -------------- |
| 2025 | Ultimo Live Stadi 2024 (Live) - Pubblicato: 23 maggio 2025 - Etichetta: Ultimo Records - Formati: CD, LP, download digitale, streaming | 1           | - ITA: Oro     | - ITA: 25 000+ |

## Extended play
| Anno | Titolo | Classifiche |
| Anno | Titolo | ITA         |
| ---- | --- | ----------- |
| 2023 | Ultimo Live Stadi 2023 - Pubblicato: 21 luglio 2023 - Etichetta: Ultimo Records - Formati: download digitale, streaming | 46          |

## Singoli

### Come artista principale
| Anno                                                         | Titolo                        | Classifiche | Classifiche | Certificazioni     | Unità           | Album di provenienza          |
| Anno                                                         | Titolo                        | ITA         | SWI         | Certificazioni     | Unità           | Album di provenienza          |
| ------------------------------------------------------------ | ----------------------------- | ----------- | ----------- | ------------------ | --------------- | ----------------------------- |
| 2017                                                         | Chiave                        | —           | —           |                    |                 | Pianeti                       |
| 2017                                                         | Ovunque tu sia                | —           | —           | - ITA: Platino     | - ITA: 70 000+  | Pianeti                       |
| 2017                                                         | Sabbia                        | —           | —           | - ITA: Platino     | - ITA: 70 000+  | Pianeti                       |
| 2017                                                         | Pianeti                       | 20          | —           | - ITA: Platino (4) | - ITA: 280 000+ | Pianeti                       |
| 2017                                                         | Stasera                       | —           | —           | - ITA: Oro         | - ITA: 25 000+  | Pianeti                       |
| 2017                                                         | Il ballo delle incertezze     | 6           | —           | - ITA: Platino (3) | - ITA: 150 000+ | Peter Pan                     |
| 2018                                                         | Poesia senza veli             | 20          | —           | - ITA: Platino (2) | - ITA: 100 000+ | Peter Pan                     |
| 2018                                                         | Cascare nei tuoi occhi        | 6           | —           | - ITA: Platino (3) | - ITA: 150 000+ | Peter Pan                     |
| 2018                                                         | Ti dedico il silenzio         | 25          | —           | - ITA: Platino (3) | - ITA: 300 000+ | Peter Pan                     |
| 2019                                                         | I tuoi particolari            | 2           | 48          | - ITA: Platino (4) | - ITA: 280 000+ | Colpa delle favole            |
| 2019                                                         | Fateme cantà                  | 12          | —           | - ITA: Oro         | - ITA: 25 000+  | Colpa delle favole            |
| 2019                                                         | Rondini al guinzaglio         | 5           | —           | - ITA: Platino (3) | - ITA: 300 000+ | Colpa delle favole            |
| 2019                                                         | Ipocondria                    | 23          | —           | - ITA: Platino     | - ITA: 50 000+  | Colpa delle favole            |
| 2019                                                         | Piccola stella                | 12          | —           | - ITA: Platino (5) | - ITA: 500 000+ | Colpa delle favole            |
| 2019                                                         | Quando fuori piove            | 20          | —           | - ITA: Oro         | - ITA: 25 000+  | Colpa delle favole            |
| 2019                                                         | Tutto questo sei tu           | 1           | —           | - ITA: Platino (2) | - ITA: 140 000+ | Solo                          |
| 2020                                                         | 22 settembre                  | 3           | —           | - ITA: Platino (2) | - ITA: 140 000+ | Solo                          |
| 2020                                                         | 7+3                           | 21          | —           | - ITA: Platino     | - ITA: 70 000+  | Solo                          |
| 2021                                                         | Buongiorno vita               | 2           | —           | - ITA: Platino (2) | - ITA: 200 000+ | Solo                          |
| 2021                                                         | Niente                        | 8           | —           | - ITA: Platino     | - ITA: 100 000+ | Solo                          |
| 2021                                                         | Supereroi                     | 66          | —           | - ITA: Oro         | - ITA: 50 000+  | Solo                          |
| 2022                                                         | Vieni nel mio cuore           | 19          | —           | - ITA: Platino (4) | - ITA: 400 000+ | Alba                          |
| 2022                                                         | Ti va di stare bene           | 12          | —           | - ITA: Platino     | - ITA: 100 000+ | Alba                          |
| 2023                                                         | Alba                          | 9           | 56          | - ITA: Platino (2) | - ITA: 200 000+ | Alba                          |
| 2023                                                         | Nuvole in testa               | 77          | —           | - ITA: Oro         | - ITA: 50 000+  | Alba                          |
| 2023                                                         | Occhi lucidi                  | 10          | —           | - ITA: Oro         | - ITA: 50 000+  | Altrove                       |
| 2024                                                         | L'ultima poesia (con Geolier) | 1           | —           | - ITA: Platino (4) | - ITA: 400 000+ | Dio lo sa                     |
| 2024                                                         | Altrove                       | 13          | —           | - ITA: Platino     | - ITA: 100 000+ | Altrove                       |
| 2024                                                         | Neve al sole                  | 38          | —           | - ITA: Oro         | - ITA: 50 000+  | Altrove                       |
| 2024                                                         | La parte migliore di me       | 32          | —           |                    |                 | Ultimo Live Stadi 2024 (Live) |
| 2025                                                         | Bella davvero                 | 6           | —           | - ITA: Oro         | - ITA: 100 000+ | Ultimo Live Stadi 2024 (Live) |
| "—" indica una pubblicazione non classificata in quel paese. |                               |             |             |                    |                 |                               |

### Come artista ospite
| Anno                                                         | Titolo                                                                                       | Classifiche | Certificazioni | Unità           | Album di provenienza                                   |
| Anno                                                         | Titolo                                                                                       | ITA         | Certificazioni | Unità           | Album di provenienza                                   |
| ------------------------------------------------------------ | -------------------------------------------------------------------------------------------- | ----------- | -------------- | --------------- | ------------------------------------------------------ |
| 2017                                                         | Osg16 (con Comagatte, Eden, Young Slash, Xfetto, Kayler, Nese Ikaro, Il Tre ed Evrint Bless) | —           |                |                 | /                                                      |
| 2017                                                         | Ricco e sobrio (Tucano feat. Ultimo)                                                         | —           |                |                 | Fuga dalla calma                                       |
| 2018                                                         | L'eternità (il mio quartiere) (Fabrizio Moro feat. Ultimo)                                   | 71          | - ITA: Oro     | - ITA: 25 000+  | /                                                      |
| 2018                                                         | Tenebre (Sercho feat. Ultimo)                                                                | —           |                |                 | Temporale                                              |
| 2018                                                         | E fumo ancora Mostro feat. Ultimo)                                                           | —           |                |                 | Ogni maledetto giorno - Inferno edition                |
| 2019                                                         | Roma capoccia - Live (Antonello Venditti feat. Ultimo)                                       | —           |                |                 | Sotto il segno dei pesci - The Anniversary Tour (Live) |
| 2022                                                         | 2step (Ed Sheeran feat. Ultimo)                                                              | 24          | - ITA: Platino | - ITA: 100 000+ | /                                                      |
| "—" indica una pubblicazione non classificata in quel paese. |                                                                                              |             |                |                 |                                                        |

## Altri brani entrati in classifica e/o certificati
| Anno                                                         | Titolo                                  | Classifiche | Certificazioni     | Unità           | Album di provenienza      |
| Anno                                                         | Titolo                                  | ITA         | Certificazioni     | Unità           | Album di provenienza      |
| ------------------------------------------------------------ | --------------------------------------- | ----------- | ------------------ | --------------- | ------------------------- |
| 2017                                                         | Racconterò di te                        | —           | - ITA: Oro         | - ITA: 25 000+  | Pianeti                   |
| 2017                                                         | Sogni appesi                            | 39          | - ITA: Platino (2) | - ITA: 100 000+ | Pianeti                   |
| 2017                                                         | Giusy                                   | —           | - ITA: Platino     | - ITA: 100 000+ | Pianeti                   |
| 2017                                                         | L'unica forza che ho                    | —           | - ITA: Platino     | - ITA: 100 000+ | Pianeti                   |
| 2017                                                         | L'eleganza delle stelle                 | —           | - ITA: Oro         | - ITA: 25 000+  | Pianeti                   |
| 2018                                                         | La stella più fragile dell'universo     | 61          | - ITA: Platino     | - ITA: 50 000+  | Peter Pan                 |
| 2018                                                         | Peter Pan (Vuoi volare con me?)         | —           | - ITA: Platino     | - ITA: 50 000+  | Peter Pan                 |
| 2018                                                         | Buon viaggio                            | —           | - ITA: Oro         | - ITA: 25 000+  | Peter Pan                 |
| 2018                                                         | Farfalla bianca                         | —           | - ITA: Platino     | - ITA: 100 000+ | Peter Pan                 |
| 2018                                                         | Vorrei soltanto amarti                  | —           | - ITA: Oro         | - ITA: 25 000+  | Peter Pan                 |
| 2018                                                         | Canzone stupida                         | —           | - ITA: Oro         | - ITA: 25 000+  | Peter Pan                 |
| 2018                                                         | Dove il mare finisce                    | —           | - ITA: Oro         | - ITA: 25 000+  | Peter Pan                 |
| 2019                                                         | Colpa delle favole                      | 11          | - ITA: Oro         | - ITA: 25 000+  | Colpa delle favole        |
| 2019                                                         | Amati sempre                            | 16          | - ITA: Platino     | - ITA: 100 000+ | Colpa delle favole        |
| 2019                                                         | Quella casa che avevamo in mente        | 26          | - ITA: Oro         | - ITA: 25 000+  | Colpa delle favole        |
| 2019                                                         | La stazione dei ricordi                 | 29          |                    |                 | Colpa delle favole        |
| 2019                                                         | Aperitivo grezzo                        | 32          |                    |                 | Colpa delle favole        |
| 2019                                                         | Il tuo nome (Comunque vada con te)      | 38          |                    |                 | Colpa delle favole        |
| 2019                                                         | Fermo                                   | 43          |                    |                 | Colpa delle favole        |
| 2019                                                         | Poesia per Roma                         | —           |                    |                 | /                         |
| 2021                                                         | Sul finale                              | 19          | - ITA: Platino     | - ITA: 100 000+ | Solo                      |
| 2021                                                         | Solo                                    | 32          | - ITA: Oro         | - ITA: 50 000+  | Solo                      |
| 2021                                                         | Il bambino che contava le stelle        | 35          | - ITA: Oro         | - ITA: 50 000+  | Solo                      |
| 2021                                                         | Quel filo che ci unisce                 | 38          | - ITA: Platino     | - ITA: 100 000+ | Solo                      |
| 2021                                                         | Spari sul petto                         | 53          |                    |                 | Solo                      |
| 2021                                                         | Isolamento                              | 62          |                    |                 | Solo                      |
| 2021                                                         | La finestra di Greta                    | 74          |                    |                 | Solo                      |
| 2021                                                         | Non sapere mai dove si va               | 92          |                    |                 | Solo                      |
| 2021                                                         | Quei ragazzi                            | 100         |                    |                 | Solo                      |
| 2022                                                         | Equilibrio mentale - Home Piano Session | 66          |                    |                 | Solo - Home Piano Session |
| 2023                                                         | Tutto diventa normale                   | 96          |                    |                 | Alba                      |
| 2023                                                         | Amare                                   | 97          |                    |                 | Alba                      |
| 2023                                                         | Paura mai                               | 77          |                    |                 | Ultimo Live Stadi 2023    |
| 2024                                                         | Quei due innamorati                     | 76          |                    |                 | Altrove                   |
| 2024                                                         | Lunedì                                  | 82          |                    |                 | Altrove                   |
| 2024                                                         | Quando saremo vecchi                    | 91          |                    |                 | Altrove                   |
| "—" indica una pubblicazione non classificata in quel paese. |                                         |             |                    |                 |                           |

## Autore e compositore per altri artisti
| Anno | Titolo                            | Artista           | Album di provenienza |
| ---- | --------------------------------- | ----------------- | -------------------- |
| 2018 | Risparmio un sogno                | Bianca Atzei      | /                    |
| 2019 | L'odore del caffè                 | Francesco Renga   | L'altra metà         |
| 2020 | Chissà da dove arriva una canzone | Fiorella Mannoia  | Padroni di niente    |
| 2023 | Non lasciare le mie mani          | A Christmas Magic | A Christmas Magic    |

## Cover
| Anno | Titolo              | Artista originale | Album di provenienza      |
| ---- | ------------------- | ----------------- | ------------------------- |
| 2021 | I giardini di marzo | Lucio Battisti    | Umanamente uomo: il sogno |

## Video musicali
| Anno | Titolo                                                               | Regista/i                                            |
| ---- | -------------------------------------------------------------------- | ---------------------------------------------------- |
| 2017 | Chiave                                                               | Emanuele Pisano                                      |
| 2017 | Giusy                                                                | Tahir Hussain                                        |
| 2017 | Ovunque tu sia                                                       | Emanuele Pisano                                      |
| 2017 | Sogni appesi                                                         | Tahir Hussain                                        |
| 2017 | Sabbia                                                               | Tahir Hussain                                        |
| 2017 | Pianeti                                                              | Emanuele Pisano                                      |
| 2017 | Stasera                                                              | Tahir Hussain                                        |
| 2017 | Il ballo delle incertezze                                            | Emanuele Pisano                                      |
| 2018 | La stella più fragile dell'universo                                  | Lorenzo Piermattei                                   |
| 2018 | Poesia senza veli                                                    | Emanuele Pisano                                      |
| 2018 | Cascare nei tuoi occhi                                               | Emanuele Pisano                                      |
| 2018 | Ti dedico il silenzio                                                | Lorenzo Piermattei                                   |
| 2019 | I tuoi particolari                                                   | Emanuele Pisano                                      |
| 2019 | Fateme cantà                                                         | Emanuele Pisano                                      |
| 2019 | Rondini al guinzaglio                                                | Emanuele Pisano                                      |
| 2019 | Ipocondria                                                           | Niccolò Moriconi (Ultimo) ed Emanuele Pisano         |
| 2019 | Piccola stella (Live @ Stadio Olimpico, Roma)                        | Niccolò Moriconi (Ultimo)                            |
| 2019 | Quando fuori piove                                                   | Niccolò Moriconi (Ultimo) ed Emanuele Pisano         |
| 2019 | Tutto questo sei tu                                                  | Emanuele Pisano                                      |
| 2020 | Tutto questo sei tu (Acoustic version)                               | Lorenzo Piermattei                                   |
| 2020 | Sogni appesi (Live @ Stadio Olimpico, Roma)                          | —                                                    |
| 2020 | 22 settembre                                                         | YouNuts! (Antonio Usbergo e Niccolò Celaia)          |
| 2020 | 7+3                                                                  | YouNuts! (Antonio Usbergo e Niccolò Celaia)          |
| 2021 | Buongiorno vita                                                      | YouNuts! (Antonio Usbergo e Niccolò Celaia)          |
| 2021 | Niente                                                               | YouNuts! (Antonio Usbergo e Niccolò Celaia)          |
| 2021 | Solo insieme (Live session per Spotify)                              | —                                                    |
| 2021 | Spari sul petto (Paris live session)                                 | Antonio Giampaolo                                    |
| 2021 | Supereroi                                                            | Paolo Genovese                                       |
| 2022 | Vieni nel mio cuore                                                  | YouNuts! (Antonio Usbergo e Niccolò Celaia)          |
| 2023 | Alba                                                                 | Antonio Usbergo, Daniele Barbiero, Antonio Giampaolo |
| 2023 | Paura mai                                                            | Renato De Blasio                                     |
| 2023 | Ti va di stare bene (Live Stadio Olimpico, Roma, 7-8-10 luglio 2023) | Renato De Blasio                                     |
| 2023 | Occhi lucidi                                                         | YouNuts! (Antonio Usbergo e Niccolò Celaia)          |
| 2024 | L'ultima poesia (con Geolier)                                        | —                                                    |
| 2024 | Altrove                                                              | YouNuts! (Antonio Usbergo e Niccolò Celaia)          |
| 2024 | Neve al sole                                                         | YouNuts! (Antonio Usbergo e Niccolò Celaia)          |
| 2024 | La parte migliore di me                                              | YouNuts! (Antonio Usbergo e Niccolò Celaia)          |
| 2025 | Bella davvero                                                        | YouNuts! (Antonio Usbergo e Niccolò Celaia)          |